# Angerscheid
Angerscheid ist eine Ortslage in der bergischen Großstadt Solingen nahe der Stadtgrenze zu Wermelskirchen. 

## Lage und Beschreibung
Angerscheid befindet sich abseits städtischer Bebauung im Südosten des Solinger Stadtbezirks Burg/Höhscheid. Er befindet sich südlich von Oberburg entlang der Kreisstraße 8, die den Nachbarort Höhrath mit dem Wermelskirchener Ortsteil Unterwinkelhausen verbindet. Die Talsperrenstraße verbindet den Ort mit dem Burger Ortsteil Oberburg, dort verkehrt auch die Buslinie 689 der Stadtwerke Solingen. Der Ort selbst besteht nur aus einzelnen Gebäuden, darunter ein Sägewerk. In einer Talsenke im Süden verläuft der Unterwinkelhauser Bach, der in den Sengbach mündet. Südwestlich befindet sich die Sengbachtalsperre.
Benachbarte Orte sind bzw. waren (von Nord nach West): Oberburg, Neuenhof, Unterwinkelhausen, Stolzenberg, Oberwinkelhausen, Höhrath, Schwarzwaager Kotten und Unterburg.

## Geschichte
Der Ort entstand vermutlich zu Beginn des 19. Jahrhunderts.:1 Die Topographische Aufnahme der Rheinlande von 1824 verzeichnet an der Stelle des Ortes bereits eine Bebauung, die jedoch unbenannt ist, ebenso wie die Preußische Uraufnahme von 1844. Die topografischen Karten seit Anfang des 20. Jahrhunderts bezeichnen den Ort als Angerscheid.
Der Ort gehörte zur Bürgermeisterei Burg im Kreis Lennep und lag dort direkt an der Gemeindegrenze zur Bürgermeisterei Wermelskirchen. Im Jahr 1832 ist Angerscheid eine der damals neun Ortslagen der Bürgermeisterei Burg; sie zählte zu dieser Zeit 13 Einwohner. 1850 und 1864 zählte der Ort 14 Einwohner.:1 Die Bürgermeisterei Burg erhielt 1856 das Stadtrecht und gehörte ab 1929 dem Kreis Solingen-Lennep an (ab 1931 Rhein-Wupper-Kreis genannt).
Im Zuge des Düsseldorf-Gesetzes wurde die Ortslage Angerscheid zum 1. Januar 1975 mit der Stadt Burg an der Wupper in die Stadt Solingen eingemeindet.